# XL Recordings
XL Recordings là một hãng thu âm độc lập tại Anh được thành lập năm 1989 bởi Tim Palmer, Nick Halkes và Richard Russell cùng với Beggars Banquet Records. Hãng đã phát triển thành một trong những hãng thu âm có ảnh hưởng và thành công về thương mại nhất trên thế giới. Trong những năm đầu, họ tập trung vào thể loại nhạc grime, tuy nhiên hiện nay, hãng phát hành nhiều thể loại khác nhau.

## Nghệ sĩ
| - Adele - Badly Drawn Boy - Basement Jaxx - be your own PET - Beck - Blue Roses - Cajun Dance Party - The Cool Kids - Gorillaz - Damon Albarn - Devendra Banhart - Dizzee Rascal - Discovery - Elvis Perkins - Friendly Fires | - Jack Peñate - Giggs - Gil Scott-Heron - Golden Silvers - Gotan Project - Gwilym Gold - Holly Miranda - The Horrors - Jai Paul - Kicks Like a Mule - Kid Harpoon - Lemon Jelly - M.I.A. - Magistrates - Peaches | - The Prodigy - Radiohead - The Raconteurs - Ratatat - RJD2 - Sigur Rós - SL2 - Tapes 'n Tapes - Thom Yorke - Titus Andronicus - To My Boy - Tyler, The Creator - Vampire Weekend - Various - The xx - Weezer |